# Halte Hengelosche Bad- en Zweminrichting
Hengelosche Bad- en Zweminrichting was een tijdelijke halte aan de voormalige spoorlijn Doetinchem - Hengelo GOLS tussen Boekelo en Hengelo. Deze halte bij een lokaal zwembad in Hengelo was geopend van 1890 tot 1900.